# Túnel del Marqués
El Túnel del Marqués (en portugués: Túnel do Marquês) se encuentra en Lisboa, permite la conexión de la Avenida Engenheiro Duarte Pacheco, en Amoreiras, con la Praza Marquês de Pombal, Avenida Fontes Pereira de Melo y la Avenida António Augusto de Aguiar.
El túnel fue inaugurado el 25 de abril de 2007. Tiene una extensión total de 1725 m desde la entrada en Amoreiras hasta la salida en la Avenida António Augusto de Aguiar (abierta el 5 de abril de 2012).
El túnel cuenta con un conjunto de equipos de control y seguridad del tráfico instalados en los accesos al interior del túnel. Paneles de mensajes variables permiten el controo de la vía y la indicación del límite de velocidad (50 km/h) y de peligros varios. Cuarenta cámaras de vigilancia son monotorizadas en una sala de comando, en el centro do túnel, el cual esta igualmente conectado a los puestos de emergencia instalados en varios puntos del túnel y equipados con teléfonos de emergencia.